# Макаров Володимир Іванович (ведучий)

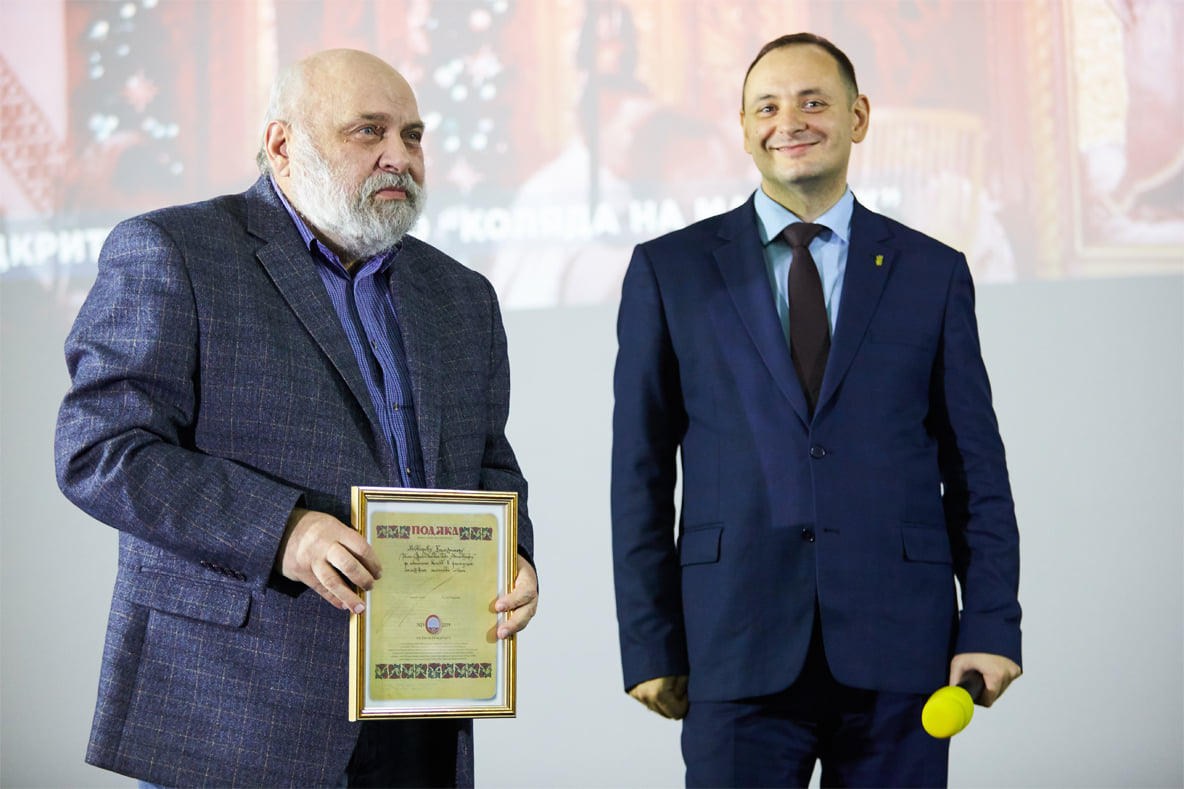
Подяка міського голови

Володимир Іванович Макаров (29 жовтня 1951 — 22 березня 2021) — педагог, історик, ведучий, гравець інтелект-ігор «Що? Де? Коли?», «Брейн-ринг», «Найрозумніший». Засновник ГО «Клубу метикуючих» міста Івано-Франківська. Член збірної команди України елітарного клубу «Що? Де? Коли?». Телеведучий, журналіст, почесний член спілки журналістів. Відзначений подякою голови міста Руслана Марцінківа, а також численними грамотами та дипломами департаменту освіти і науки міста та області. Автор і редактор ігор КВН «Кавалєрка» та дитячої ліги «Лінійка +». Автор та ведучий інтелект-ігор в Західній Україні.

## Біографія
Народився у місті Івано-Франківськ. Випускник 12 школи. Закінчив спеціальність «Історія, вчитель» Прикарпатського інституту (зараз Прикарпатський національний університет ім. В.Стефаника). Працював на посаді вчителя історії у школі с. Ворона, школи-інтернату, 14 школи, коледжу ім. Граната.
Член збірної СНД з гри «Що? Де? Коли?». Заснував ГО «Клуб метикуючих», де проводив навчання та тренування молоді для участі в інтелект-іграх. Працював редактором та сценаристом команд КВК. Ведучий конкурсів краси, всеукраїнських, обласних, міських інтелект-ігор, освітянських заходів. Засновник теле-проектів на місцевих ЗМІ.
Своє життя віддав на виховання підростаючого покоління на посаді вчителя, викладача, заступника з виховної роботи, але завжди казав, що найбільшим його досягненням є діти та онуки.

## Особисте життя
Одружений. Дружина — Тетяна Михайлівна Макарова. Дочки — Ольга Макарова, Олена Макарова (Грицак). Внуки: Володимир-Леон, Антоніна, Джордан, Анастасія, Станіслав.

## Нагороди
Нагороджений подяками та грамотами департаменту освіти і науки Івано-Франківської міської ради, а також подякою міського голови Руслана Марцінківа.